# Mohamed Sulaiman Sait
Mohamed Sulaiman Sait fue un diplomático de carrera indio.
- De 1936 a 1940 fue barrister ante el Bombay High Court.
- De 1940 a 1943 fue empleado de Asbestos Cement Ltd. Bombay.
- 1944 Fue director adjunto del Ministry of Industries and Supplies.
- De 1945 a 1946 fue Comisionado adjunto del departamento de Textile en el Industry and Supplies.
- De 1946 a 1947 fue director en el Ministry of Industries and Supplies.
- De 1947 a 1948 fue secretario del Comisionado de Nueva Delhi.
- En octubre de 1948 entró al servicio de la exterior.
- De 1949 a 1950 fue primer secretario de embajada en Teherán.
- De 1950 a 1954 fue primer secretario de embajada en Estocolmo.
- De 1954 a 1956 fue primer secretario de embajada en Adís Abeba.
- De 1956 a 1958 fue secretario adjunto del Ministerio de Asuntos Exteriores (India).
- De 1958 a 1960 fue consejero de embajada en París.
- De 1960 a 1962 fue cónsul general en Saigón.
- De 2 de agosto de 1962 a 1964 fue embajador en Manila.[1]